# 巴布延群岛
巴布延群岛（英語：Babuyan Islands），是菲律宾北部的一个群岛，北隔巴林塘海峡与巴丹群岛相望，南隔巴布延海峡与吕宋岛相望。
《岛夷志》作白蒲延，《云麓漫钞》作白蒲弥，《顺凤相送》作笔架山，或五域
该群岛由加拉延岛、甘米银岛、富加岛、巴布延島和达卢皮里岛5个大岛和一些小岛组成，全面积582.8平方公里，2015年时人口18,717人，行政隶属于卡加延省。

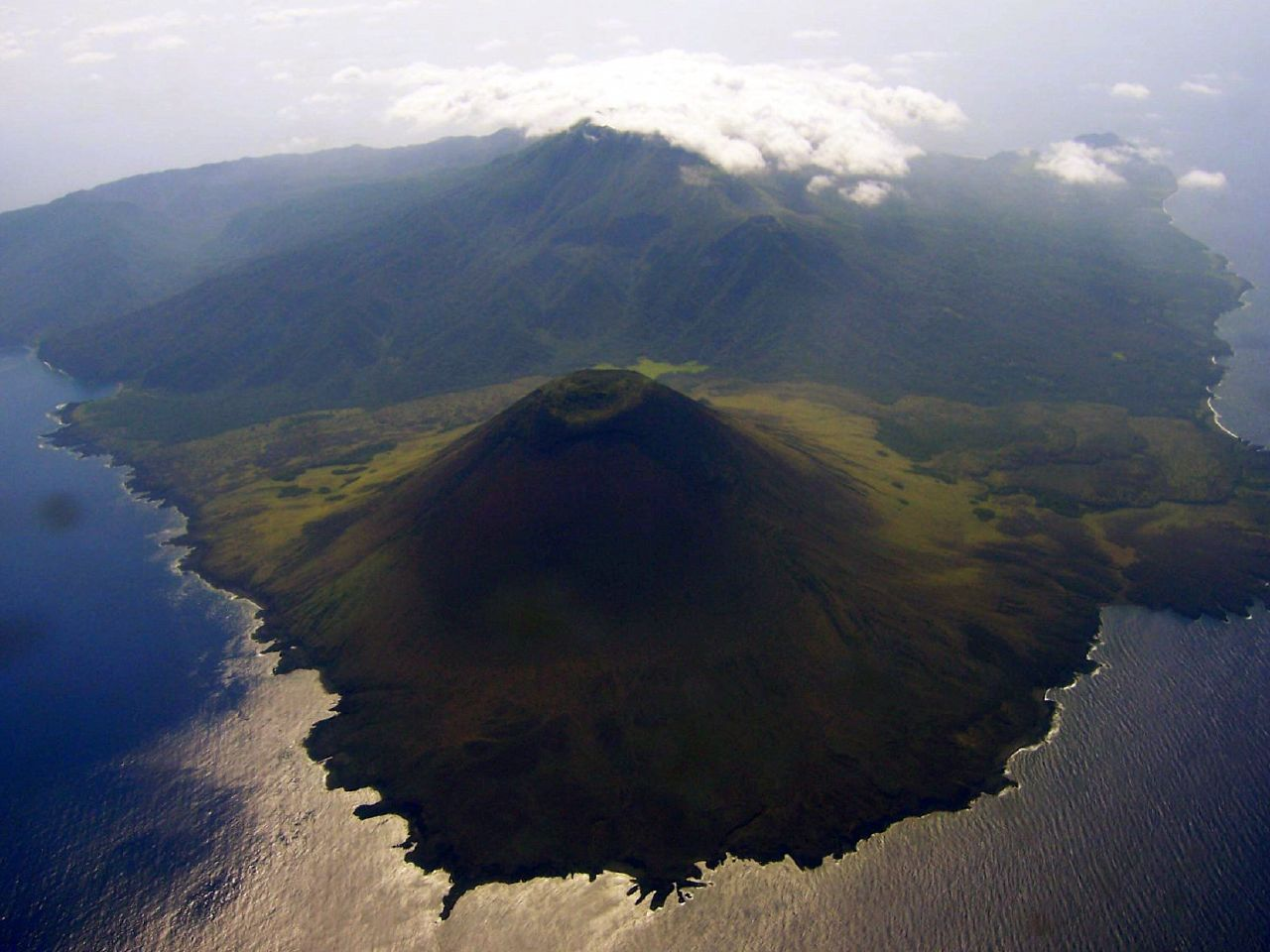
在巴布延群岛巴布延島的Smith火山